# All or Nothing (film)
Pour les articles homonymes, voir All or Nothing.
Pour plus de détails, voir Fiche technique et Distribution.
All or Nothing est un film britannique réalisé par Mike Leigh, sorti en 2002.

## Synopsis
Lui est chauffeur de taxi, elle caissière de supermarché. Plombé par la routine, ce couple de banlieusards éprouve au quotidien toutes les peines du monde à joindre les deux bouts, entre un fils obèse hyper-agressif et réfractaire au travail, une fille obèse femme de ménage qui fait profil bas dans un hospice, et les coups durs permanents. Restent les voisins et collègues, plus ou moins à la même enseigne, avec qui il faut composer pour garder la tête hors de l'eau...

## Fiche technique
- Titre : All or Nothing
- Réalisation et scénario : Mike Leigh
- Montage : Lesley Walker
- Pays d'origine : Royaume-Uni
- Format : couleurs - 1,85:1 - Dolby Digital - 35 mm
- Genre : drame
- Durée : 128 minutes
- Date de sortie : 2002

## Distribution
- Timothy Spall : Phil
- Lesley Manville : Penny
- Alison Garland : Rachel
- James Corden : Rory
- Ruth Sheen : Maureen
- Marion Bailey : Carol
- Paul Jesson : Ron
- Sam Kelly : Sid
- Kathryn Hunter (VF : Frédérique Cantrel) : Cécile
- Sally Hawkins (V.F.: Marion Valantine) : Samantha
- Helen Coker : Donna
- Daniel Mays : Jason
- Ben Crompton : Craig
- Robert Wilfort : docteur Simon Griffith
- Gary McDonald : Neville
- Edna Doré : Martha
- Brian Bovell (VF : Dominik Bernard) : Garage owner